# 傑夫·莫里森
傑夫·莫里森（Jeff Morrison，1979年2月4日—）是一位美國職業網球運動員，2000年轉職業。

## 外部連結
- 傑夫·莫里森（英文/西班牙文）的官方資料
- 傑夫·莫里森的國際網球總會 職業／青少年 官方資料（英文）
- 傑夫·莫里森的官方資料（英文）